# Американские поганки
Американские поганки, или пестроклювые поганки (лат. Podilymbus) — род птиц из семейства поганковых (Podicipedidae).

## Классификация
К роду пестроклювых поганок относят два вида, один из которых вымер во второй половине XX века:
- Podilymbus podiceps — Пестроклювая поганка, или  каролинская поганка
- Атитланская поганка (Podilymbus gigas) †